# إدوارد كوبر (سياسي)
إدوارد كوبر (بالإنجليزية: Edward Cooper)‏ هو سياسي أمريكي، ولد في 26 أكتوبر 1824 في نيويورك في الولايات المتحدة، وتوفي بنفس المكان في 25 فبراير 1905. حزبياً، نشط في الحزب الديمقراطي.